# Bản thể luận
Bản thể luận (Ontology – Οντολογία, từ Hy Lạp cổ đại do sự kết hợp giữa oντος: tồn tại và λόγος: học thuyết) là một khuynh hướng chủ đạo của triết học phương Tây cổ đại, nghiên cứu các khái niệm về thực tại và bản chất của sự tồn tại, bản thể luận được hình thành trên cơ sở của siêu hình học (metaphysics). Bản thể luận tìm cách mô tả phạm trù tồn tại và các mối quan hệ của phạm trù tồn tại để xác định nên thực thể và các kiểu thực thể bên trong khuôn khổ của tồn tại.
Bản thể luận hình thức, là một bộ môn triết học chủ yếu giải quyết vấn đề sử dụng từ ngữ một cách chuẩn xác để làm tốt vai trò mô tả thực tại hay thực thể. Bản thể luận luôn phải chỉ rõ những từ ngữ nào dùng để chỉ những thực thể nào, những từ ngữ nào không, tại sao, và phạm trù kết quả là thế nào. Vì thế bản thể luận còn là cơ sở nền tảng cho nhiều chuyên ngành triết học khác.

## Một số luận đề cơ bản
Những học trò của triết gia Hy Lạp cổ Aristotle là những người đầu tiên sử dụng từ siêu hình học (meta-physica, bên kia vật lý) để diễn đạt những gì mà người thầy Aristotle của họ mô tả là khoa học về tồn tại bên kia tồn tại (the science of beings qua beings), mà sau này ta gọi là bản thể luận. Giới từ qua [kwei] có nghĩa với tư cách là; do đó, bản thể luận đòi hỏi tồn tại phải như bản thân chính tồn tại, hoặc tồn tại đến mức nó hiện hữu chứ không liên quan đến những sự kiện nó thu nhặt được hoặc liên quan đến những mối quan hệ sở hữu giữa chúng. Chi tiết hơn, bản thể luận xác định những phạm trù tồn tại đóng vai trò nền tảng và đòi hỏi nhận thức về những phạm trù đó được biểu hiện là tồn tại.
Aristotle đưa ra 4 chiều kích khác nhau của bản thể tính:
1. Theo những phạm trù đa dạng hoặc những cách ám dụ mà sự tồn tại được thể hiện;
2. Theo những sai lầm và chân lý của chính bản thân nó;
3. Hoặc là nó tồn tại trong chính nó hoặc là nó là sự đi đến đơn giản như một ngẫu nhiên;
4. Theo tính mục đích của nó mà nó tồn tại.
Một luận đề cơ bản của bản thể luận là: Cái gì tồn tại? Các nhà triết học khác nhau có các câu trả lời khác nhau cho cùng một câu hỏi trên.
Một cách tiếp cận chung là chia các thực thể hiện có thành các nhóm được gọi là các "phạm trù". Tuy nhiên, các nhà triết học khác nhau lại không thống nhất với nhau về danh mục các phạm trù. Chính theo nghĩa này mà bản thể luận được ứng dụng cho các lĩnh vực như thần học, khoa học thông tin và trí tuệ nhân tạo.
Các luận đề khác thường được đề cập bao gồm:
- Tồn tại là gì? Tồn tại có phải là một thuộc tính? Khi nói một vật nào đó không tồn tại thì điều đó có ý nghĩa gì? Liệu tồn tại có phải đúng là điều khẳng định hay đã được xác nhận? Liệu các câu diễn tả một vật nào đó tồn tại hay không tồn tại có đúng là một mệnh đề khẳng định hay xác nhận?
- Một đối tượng hữu hình là gì? Có ai có thể diễn tả sự tồn tại của một vật thể hữu hình hay nói rằng một đối tượng tồn tại thì có ý nghĩa gì?
- Khi nói một đối tượng vô hình tồn tại thì điều đó có ý nghĩa gì?
- Cái gì cấu thành nên sự đồng nhất của một đối tượng? Khi nào đối tượng không tồn tại, được xem xét trong sự đối lập với thay đổi?
- Những đặc điểm nào của một đối tượng là cơ bản, được xem xét trong sự đối lập với các thuộc tính ngẫu nhiên của một đối tượng? Các thuộc tính hay các quan hệ của một đối tượng là thế nào và các thuộc tính hay các quan hệ của một đối tượng liên với bản thân đối tượng như thế nào?
- Tại sao chúng ta lại đang ở đây? Tại sao lại có một cái gì đó tồn tại chứ không có cái "không có gì"? (Mặc dù có người cho rằng đây là vấn đề nghiên cứu của vũ trụ học trong siêu hình học).